# Три богатирі та Пуп Землі
Три богатирі і Пуп Землі  (рос. Три богатыря и Пуп земли) — російський комедійний фентезі-мультфільм, дванадцятий у франшизі "Три богатирі". Створено студією "Мельница" і кінокомпанією "СТВ". Мультфільм вийшов у кінотеатрах 28 грудня 2023 року, а з березня 2024-го доступний в онлайн-кінотеатрі "Кинопоиск". Фільм зібрав у прокаті понад мільярд рублів, ставши на той момент найкасовішим російським мультфільмом, але в пресі отримав неоднозначні відгуки. В Україні стрічка не виходила у зв'язку з російським вторгненням в Україну, а також заборонених фільмів після 24 лютого 2022 року.

## Сюжет
Змій Горинич знаходить у лісі дитинча динозавра, яке потрапило в їхню епоху через Пуп Землі - портал крізь час. Горинич хоче повернути малюка в його час, а кінь Юлій сподівається збагатитися за допомогою порталу часу. У підсумку Юлій, Альоша і князь провалюються в умовну епоху минулого, де мешкають динозаври і первісні люди. Горинич та інші богатирі вирушають слідом виручати їх.

## У ролях
- Валерій Соловйов - Добриня Микитич
- Дмитро Биковський - Ілля Муромець
- Олег Куликович - Альоша Попович / Змій Горинич
- Анатолій Петров - Тихон / Боярин Антип
- Сергій Маковецький - Князь Київський
- Михайло Черняк - осел Мойсей
- Аліса Боярська - Фрося
- Дмитро Висоцький - кінь Юлій
- Лія Медведєва - Любава, дружина Альоші
- Юлія Зоркіна - Настасья Пилипівна, дружина Добрині / Бабуся / Баба-Яга
- Марія Цвєткова-Вівсяннікова - Оленка, дружина Іллі / переклад мови первісних людей
- Максим Сергєєв - Курфюрст / Вождь / Дружинник / Боярин / Слуга Юлія
- Олександр Боярський - Стародавній житель
- Яків Культіасов - глашатай

## Прокат
"Пуп Землі" став касовим хітом. У дебютний вікенд мультфільм зібрав у прокаті майже 150 мільйонів рублів. За місяць у прокаті він зібрав касу у понад мільярд рублів; за даними "Бюлетеня кінопрокатника" його подивилися понад 3 мільйони глядачів. За даними Forbes, "Пуп Землі" став найкасовішим російським мультфільмом за всю історію.

## Відгуки та оцінки
Перші відгуки на фільм у пресі були суперечливими. Автори видань Кіно Mail.ru і TramVision оцінили фільм негативно, назвавши його однією з найгірших частин серії "Три богатирі": "Ані занадто істеричний і вертлявий Юлій, якого хочеться прихлопнути, ані слабкий, але зарозумілий князь, ані інші штампи, які кочують із серії в серію, не додають мультфільму привабливості", "Більшість часу зовсім нічого не відбувається, між рідкісними подіями екран заповнює купа непотрібного лушпиння з тужливими діалогами та майже повною відсутністю жартів і гегів". Видання "7 днів" випустило позитивний огляд, заявивши, що фільм підносить сюрприз: "сценаристи явно перечитали Кастанеду і Бредбері, і тема подорожей у минуле (і у власну підсвідомість), як і раніше, здорово чіпляє". Нейтральну оцінку фільму дав "Журнал Тінькофф": автор огляду розгромила сюжет і сценарій, але високо оцінила анімацію.